# Innozenz VIII.

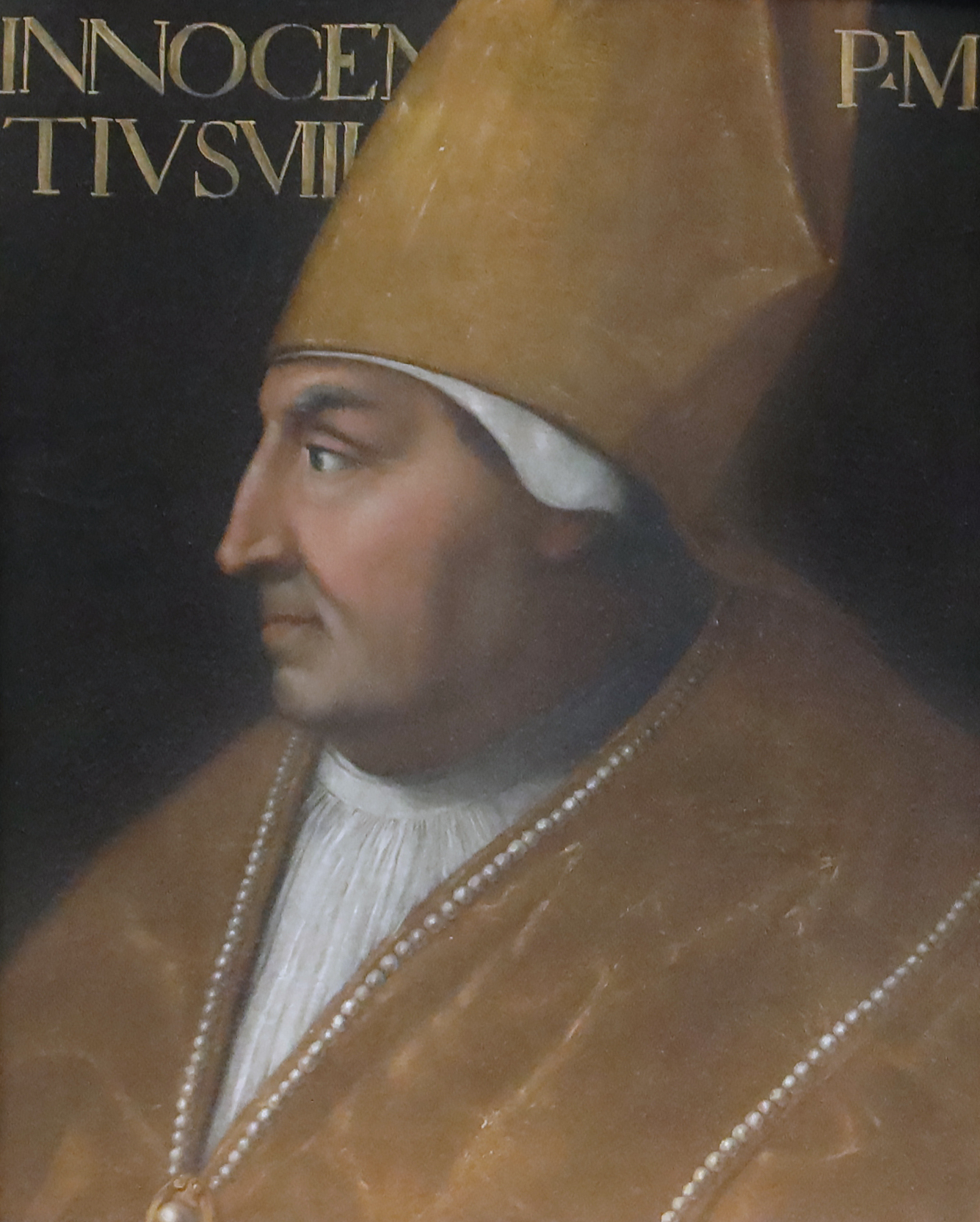
Innozenz VIII.

Innozenz VIII. (* 1432 in Genua; † 25. Juli 1492 in Rom), geboren als Giovanni Battista Cibo, war vom 29. August 1484 bis zu seinem Tod Papst der römisch-katholischen Kirche. Seinen Papstnamen wählte er in Bezug auf Innozenz IV., der ebenfalls aus Genua stammte.

## Leben

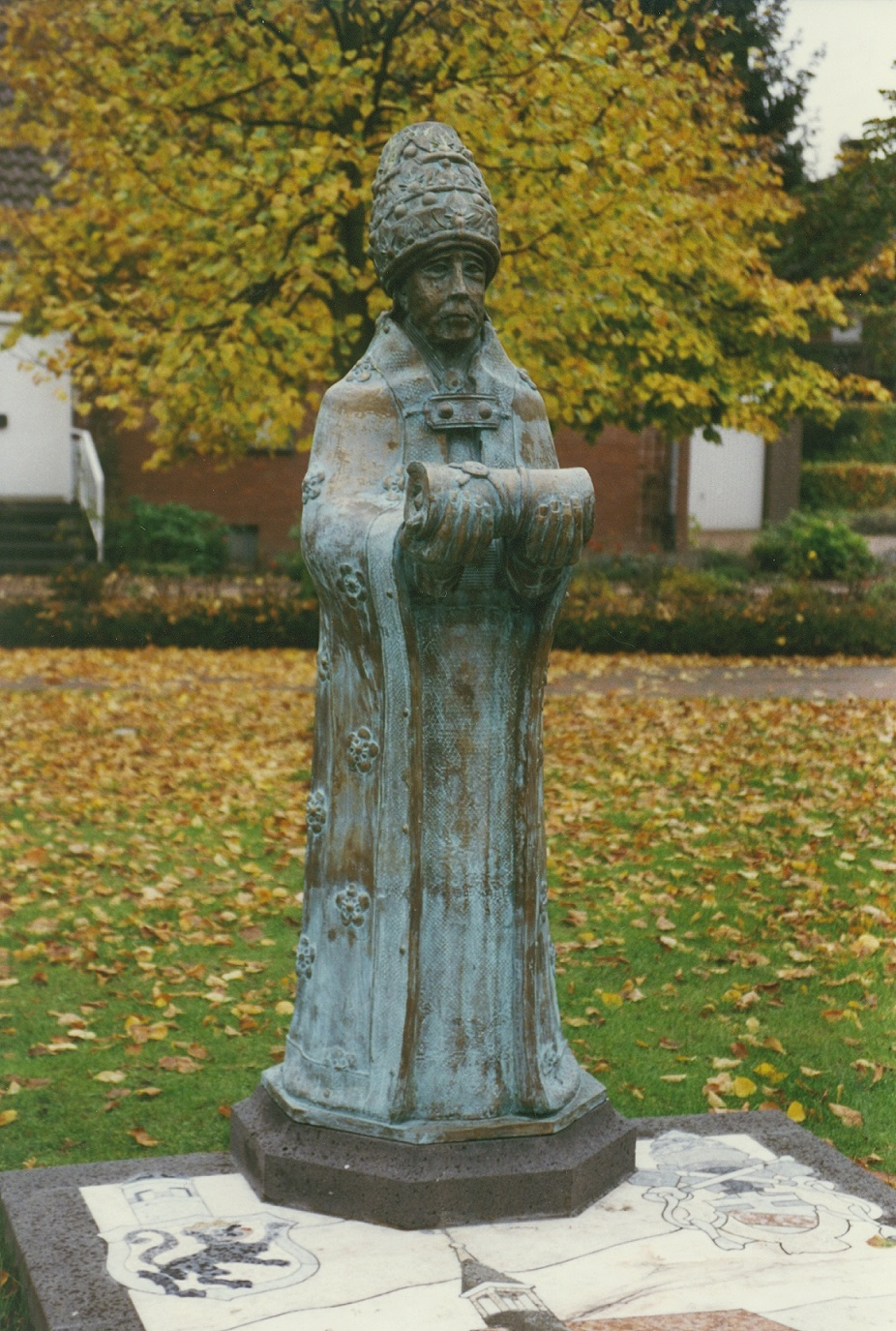
Denkmal für Papst Innozenz VIII. in Davensberg (1995)

Wappen von Papst Innozenz VIII.

Cibo (auch Cybo) entstammte einer genuesischen Patrizierfamilie, die im 12. Jahrhundert aus Griechenland in die Handelsstadt gekommen und dort in einem Albergo, einem Stadtbezirk, ansässig geworden war, der 1528 ihr auch rechtlich unterstand. Die Familie hatte sich in verschiedene Zweige aufgespalten, von denen einer unter dem Namen Tomacelli nach Neapel gelangt war; diesem entstammte der 1389 gewählte Papst Bonifatius IX. Der Vater Arano Cibo (um 1375–1455) amtierte zunächst in Neapel als aragonesischer Vizekönig, wo Giovanni Battista seine Jugendjahre verbrachte, während derer er bereits zum Domherrn am Dom von Capua ernannt wurde. In Genua erhielt er das Priorat Santa Maria d'Arba. Sein Vater wurde dann in Rom Senator unter Papst Calixtus III. Nach dem Tod von König Alfons V. von Aragón, Neapel und Sizilien 1458 geriet Giovanni Battista in Konflikt mit dem Erzbischof von Genua und ging zur weiteren Ausbildung nach Padua und Rom. 
Um 1460 arbeitete Cibo für Kardinal Filippo Calandrini. 1467 wurde er Bischof von Savona und 1472 Bischof von Molfetta. Er wurde am 7. Mai 1473 von Papst Sixtus IV. zum Kardinal mit der Titelkirche Santa Balbina all’Aventino erhoben. 1474 wurde Santa Cecilia in Trastevere seine Titelkirche.
Seine Wahl zum Papst am 29. August 1484 war weitgehend von Simonie bestimmt. Die päpstliche Politik bestimmte wesentlich Giuliano della Rovere mit, der seine Wahl durchgesetzt hatte. Dieser Neffe des Papstvorgängers Sixtus IV. wurde später selbst Papst und nannte sich Julius II.

## Pontifikat
Innozenz war ein schwacher und unselbstständiger Papst, was nicht nur auf seine angeschlagene Gesundheit zurückgeführt wurde. Aufgrund anhaltender finanzieller Probleme war er teilweise sogar gezwungen, Mitra und Tiara sowie Teile des päpstlichen Kronschatzes zu verpfänden.
Er unterhielt gute Beziehungen zur Hohen Pforte, die jedoch hauptsächlich auf eine Verbesserung der Finanzlage hinzielten. In Gegenleistung für jährliche Tributzahlungen und Geschenke, darunter auch eine heilige Lanze, wurde für Sultan Bayezid II. dessen Bruder Cem gefangen gehalten. Gleichzeitig ließ er aber auch im Heiligen Römischen Reich auf dem Reichstag von Frankfurt für einen neuen Kreuzzug werben, der aber nie zustande kommen sollte.
Der Philosoph Giovanni Pico della Mirandola wollte 1486 seine „Rede über die Menschlichkeit“ (lateinisch de hominis dignitate) in Rom auf dem ersten Weltkongress der Philosophie halten, den er selbst einberufen wollte, um seine 900 Thesen in einer Disputation zu verteidigen. Er traf erst im November 1486 in Rom ein, dort veröffentlichte er die Thesen am 7. Dezember 1486. Die für Januar 1487 geplante öffentliche Disputation fand jedoch nicht statt, denn Papst Innozenz VIII. setzte eine sechzehnköpfige Kommission ein, welche die Rechtgläubigkeit der in den Thesen vertretenen Auffassungen prüfen sollte. Pico war nicht bereit, vor der Kommission zu erscheinen. Nach heftiger Debatte kam die Kommission zu dem Ergebnis, dreizehn der Thesen seien häretisch und sollten daher verurteilt werden. Dies hatte zunächst keine Maßnahmen gegen Pico zur Folge, als er sich aber in einer Rechtfertigungsschrift, der Apologia, verteidigte, ohne eine Äußerung des Papstes abzuwarten, wurde ihm dies in der Kurie verübelt. In einer Bulle mit dem Datum des 4. August 1487 verurteilte der Papst die Thesen insgesamt und ordnete die Verbrennung sämtlicher Exemplare an, doch zögerte er die Veröffentlichung der Bulle hinaus. Als er aber erfuhr, dass Pico die Apologia hatte drucken lassen, fasste er deren Verbreitung als offene Rebellion auf, die er Pico nie verzieh. In dieser bedrohlichen Lage reiste Pico im November aus Rom ab, was von seinen Kritikern als Flucht gedeutet wurde, denn er stand nun unter Häresieverdacht. Da der Papst seine Festnahme forderte, wurde er auf dem Weg nach Paris in der Nähe von Lyon verhaftet.
1450 hatte Johannes Gutenberg ein neues Medium, das gedruckte Buch, geschaffen. 1486 erließ Berthold von Henneberg, Erzbischof von Mainz, die erste kirchenrechtliche Regelung der Zensur.
Am 19. Dezember 1487 erließ Innozenz VIII. die Bulla S. D. N. Innocentii contra Impressores Librorum Reprobatorum, mit der er die Vorzensur für das Pressewesen erfand.
Politisch war Innozenz’ Amtszeit auch durch den Streit mit König Ferrante von Neapel geprägt, der ihm den Lehnszins verweigert hatte, militärisch aber übermächtig war. Zudem kam der französische König Karl VIII. nicht wie vereinbart dem Papst zu Hilfe. So musste Innozenz im August 1486 mit Ferrante Frieden schließen, den dieser aber wieder brach. Erst durch die festliche Doppelhochzeit seines 35-jährigen Sohnes Franceschetto Cibo (den er im Alter von 16 Jahren mit einem einfachen Mädchen gezeugt hatte) mit einer Medici, der 14-jährigen Maddalena, Tochter von Lorenzo il Magnifico (1449–1492), sowie gleichzeitig seiner Enkelin mit einem Onkel Ferrantes, konnte der neuerlich ausgebrochene Krieg 1492 schließlich beigelegt werden. Der Papst schätzte seine Schwiegertochter sehr, er schenkte ihr großzügig wertvollen Schmuck und lockerte ihretwegen die Sitten im Vatikan, so durften nun auch weltliche Frauen unaufgefordert die Räume des Papstes betreten.
Sein Sohn Francesco Cibo entstammte der großen Liebe seines Vaters zu einer Neapolitanerin und wurde von ihm als leiblicher Sohn anerkannt. Franceschetto (Fränzchen), so nannten die Römer den fast Vierzigjährigen, lebte in finanzieller Abhängigkeit von seinem Vater. Er war ein Trinker und Spieler, der sein Geld mit Girolamo Tuttavilla, dem Sohn des französischen Kardinals d’Estouteville, bei Kurtisanen verprasste und dessen Schulden stets von Innozenz VIII. beglichen wurden. Die Ehe verlief jedoch unglücklich, Franceschetto vernachlässigte seine junge Gemahlin und führte bald nach der Hochzeit sein früheres Leben fort. Er zog wieder mit Girolamo Tuttavilla durch verrufene Viertel, sie brachen in Häuser ein, vergewaltigten Frauen und ruinierten sich im Spiel. So verlor Franceschetto in einer Nacht 14.000 Dukaten, dies entsprach dem Wert eines Palastes.

## Inquisition und Hexenverfolgung
Bekannt wurde Innozenz VIII. insbesondere durch die Förderung von Inquisition und Hexenverfolgung mit der Bulle Summis desiderantes affectibus aus dem Jahr 1484. Sie bewirkte, vor allem in Deutschland, eine starke Zunahme von Hexenprozessen, noch verstärkt durch den 1487 von Heinrich Institoris unter angeblicher Mitwirkung von Jakob Sprenger veröffentlichten Hexenhammer. Das Vorwort zu den zahlreichen Auflagen dieses Buches war die Bulle Innozenz VIII.
Aber auch gegenüber den Juden war seine Politik hart, da er das Alhambra-Edikt der Spanischen Könige förderte und somit die große Auswanderungswelle der spanischen Juden mitinitiierte.

## Tod, Hinterlassenschaft, Grabmal

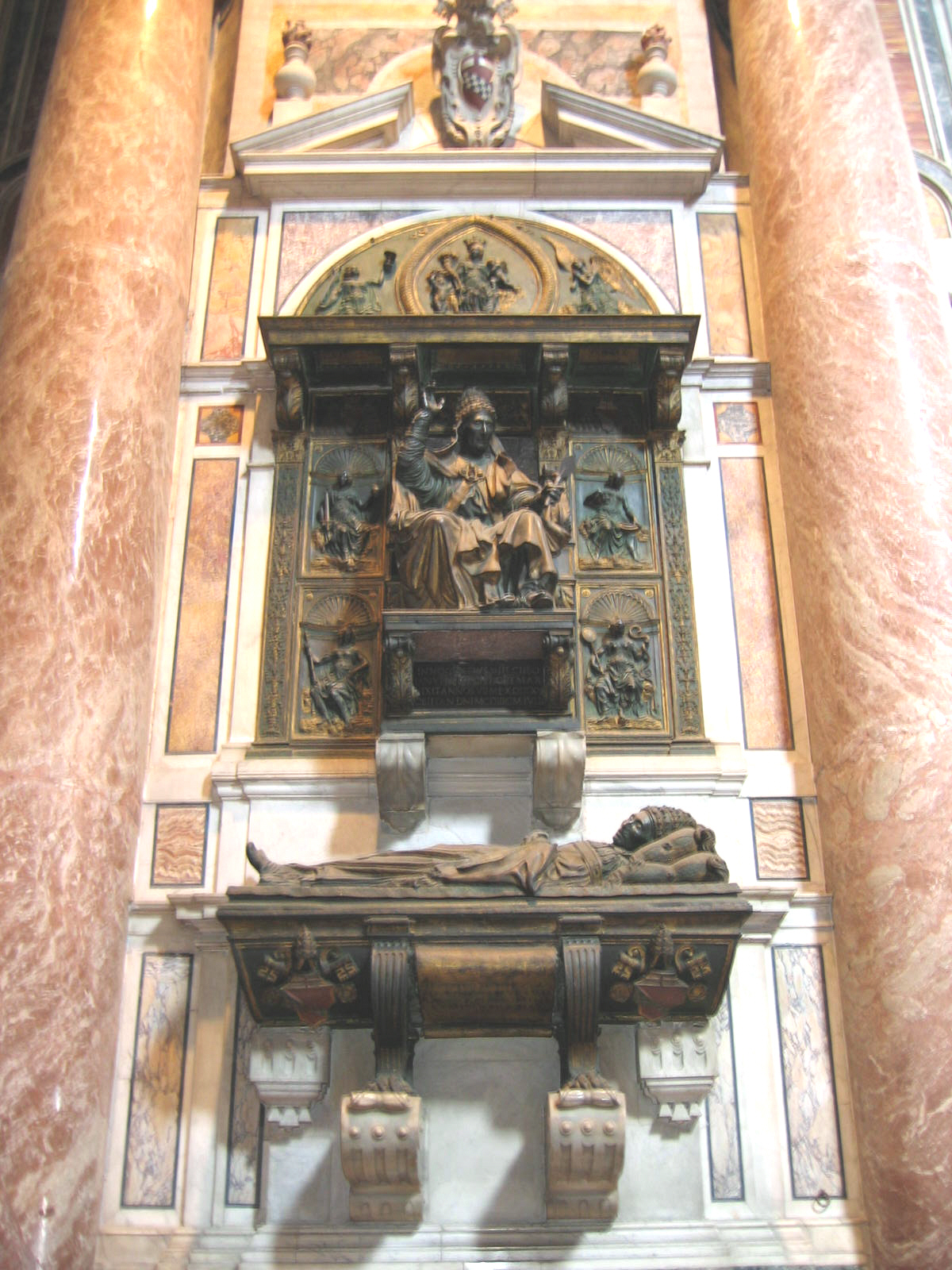
Grabmal Innozenz VIII. im Petersdom

Innozenz VIII. starb in Rom am 25. Juli 1492. Die medizinischen Umstände wurden oft legendär verstellt und bis ins 20. Jhd. tradiert. Der Chronist Stefano Infessura berichtete in seinem Römischen Tagebuch, drei gesunde junge Männer seien von einem jüdischen Arzt ausgeblutet und ihr noch warmes Blut dem Papst zum Trank gereicht worden. Dieser sei trotzdem bald darauf verstorben, und die drei Jungen auch. Die Geschichte wurde häufig weitererzählt und ausgeschmückt, nicht zuletzt von antisemitischen und antikatholischen Autoren des 19. Jahrhunderts. Wissenschaftliche Aufsätze von 1954 und 1991 haben die Legende als Fiktion entlarvt.
Die Tatsache, dass sein Sterbedatum von Girolamo Savonarola korrekt vorhergesagt wurde, führte dazu, dass dieser charismatische Bußprediger, der die Missstände des Kirchenstaates heftig geißelte, einen noch größeren Zulauf erhielt.
Innozenz hinterließ viele Kinder (Octo nocens pueros genuit, totidemque puellas; hunc merito poterit dicere Roma patrem – „Acht Buben zeugte er unnütz, genauso viele Mädchen; ihn wird Rom mit Recht Vater nennen können“) und sein Nepotismus zu ihren Gunsten war so verschwenderisch wie schamlos. Einer der Söhne, Giovanni Battista Cybo, verheiratete wiederum seinen Sohn Lorenzo Cybo mit Ricciarda Malaspina, der Erbin einer Grafschaft, die später zum Herzogtum Massa und Carrara wurde. Dieses wurde bis 1790 von den Cybo-Malaspina regiert.
Innozenz VIII. wurde in einem monumentalen Bronzegrabmal in Alt-St. Peter bestattet, das Antonio Pollaiuolo 1498 fertiggestellt hatte. Es besteht aus einem Sarkophag mit dem darauf liegenden Toten und einer darüber befindlichen thronenden Figur. Im 17. Jahrhundert transferierte man das Wandgrabmal in den neuen Petersdom. Es ist das einzige Grabmal, das aus dem Bestand von Alt-St. Peter in die neue Kirche überführt wurde.

## Denkmal
Am 24. Februar 1995 wurde auf Anregung des Heimatvereins Davensberg neben der Kirche ein Denkmal für Papst Innozenz VIII. eingeweiht, wohl das einzige Denkmal für seine Person in Deutschland. Die Skulptur zeigt, wie er in seinen Händen eine Urkunde für die Genehmigung der Errichtung der St.-Anna-Kirche in Davensberg hält.